# Galerie Lefebvre et Fils
La galerie Lefebvre & Fils est une galerie spécialisée dans les céramiques anciennes et contemporaines.

## Histoire de la galerie
Fondée en 1880 par Henri Lefebvre, la galerie Lefebvre & Fils est spécialisée depuis 5 générations dans la céramique française et européenne du XVIe au XXIe siècle. De Marcel Proust à Georges Feydeau, en passant par les riches industriels aux collections devenues mythiques, Monsieur Plantevigne, Adrien Bisset, Scheid, Gorge, Tumin, Haas, Papillon, la galerie alors installée au 55 rue de Châteaudun, rassemble dans sa clientèle les grands noms de la «vie parisienne».
Membre du Comité de sélection et d’expertise et exposant fidèle de la Biennale des Antiquaires depuis ses débuts, la galerie Lefebvre & Fils a pris part à la formation des plus grandes collections privées et publiques, en France comme à l’international.

## Louis Lefebvre
La galerie Lefebvre & Fils est dirigée depuis 2005 par Louis Lefebvre, expert en céramiques anciennes près la Cour d'appel de Paris et à l'Hôtel Drouot.
Sous son impulsion, la galerie aujourd’hui située au 24 rue du Bac à Paris, s’est ouverte aux  grands céramistes contemporains tels qu'Olivier Gagnère, Ettore Sottsass, Ron Nagle ou Meekyoung Shin.

## Liste des expositions
- "Have You Got Bowls ?" : 19 décembre - 30 avril 2013[9]
- Olivier Gagnère, "Vallauris"[10] : 17 octobre - novembre 2012
- Ettore Sottssas, "Reperti del Futuro"[11] : 11 septembre - 10 octobre 2012
- Ron Nagle, "Sleep Study"[12] : 26 mai – 15 juillet 2011
- Meekyoung Shin, "Translation" : 4 juin – 15 juillet 2011
- Ettore Sottsass : 13 septembre – 15 novembre 2010
- Karim Rashid : 5 novembre - janvier 2010
- Fernand Léger, "Ceramic Polychrome Sculptures"[13] : 5 mai – 30 juillet 2006
- Georges Jouve, "Minimalist Ceramic Works"[14] : 20 octobre – 22 décembre 2005